# Гоголев, Пётр Васильевич
Пётр Васи́льевич Го́голев (род. 1 ноября 1971, с. Борогонцы, Усть-Алданский район, Якутская АССР, РСФСР, СССР) — российский юрист. Председатель Конституционного совета Республики Саха (Якутия). Председатель Государственного собрания (Ил Тумэн) Республики Саха (Якутия) VI созыва с 2018 по 2021 гг. Профессор кафедры конституционного и муниципального права юридического факультета Северо-Восточного федерального университета имени М. К. Аммосова (2019). Доктор юридических наук (2015).

## Биография
Родился в селе Борогонцы Усть-Алданского района Якутской АССР.

### Образование
Окончил Дюпсюнскую среднюю школу имени И. Н. Жиркова.
1994—1997 гг. студент ЯГУ им. М. К. Аммосова, получил диплом с отличием по специальности «юриспруденция», квалификация «юрист».
В 2001 году в МГУ им. М. В. Ломоносова защитил диссертацию на соискание учёной степени кандидата юридических наук, в 2015 г. — там же защитил диссертацию на соискание учёной степени доктора юридических наук.

### Трудовая деятельность
1988—1989 гг. — плотник совхоза «Дюпсюнский» Усть-Алданского района.
1989—1991 гг. — служба в рядах Советской Армии.
1994—1997 гг. — заведующий криминалистической лабораторией кафедры гражданского и уголовного права ИЮФ ЯГУ им. М. К. Аммосова.
1997—2002 гг. — старший преподаватель кафедры гражданского и уголовного права юридического факультета ЯГУ им. М. К. Аммосова.
2002—2005 гг. — доцент кафедры государственного права юридического факультета ЯГУ им. М. К. Аммосова.
С 2003 по 2008 г. — депутат Якутской городской Думы, являлся председателем постоянной комиссии по законности, местному самоуправлению и регламенту.
2001—2005 гг. — старший референт управления по работе с местными администрациями и местному самоуправлению Администрации Президента и Правительства Республики Саха (Якутия).
С 2005 г. по 2019 г. — декан юридического факультета Северо-Восточного федерального университета им. М. К. Аммосова.
С ноября 2019 г. профессор кафедры конституционного и муниципального права юридического факультета.
С 25 сентября 2018 г. по 17 июня 2021 г. — Председатель Государственного собрания (Ил Тумэн) Республики Саха (Якутия) VI созыва.
С 17 июня 2021 г. — Председатель Конституционного совета Республики Саха (Якутия).

## Награды
- Заслуженный работник народного хозяйства Республики Саха (Якутия) (2021 г.)[5].
- Знак отличия «Гражданская доблесть» в честь Дня Республики Саха (Якутия)[2].
- Почетный работник высшего профессионального образования Российской Федерации[2].
- Грамота Правительства Республики Саха (Якутия)[2].
- Почетная грамота городского округа «Город Якутск»[2].
- Почетная грамота главы города Якутска[2].
- Почетная грамота главы Усть-Алданского улуса (района)[2].
- Почетный гражданин муниципального образования «Дюпсюнский наслег» Усть-Алданского улуса (района)[2].